# Hernán Miranda Casanova
Juan Hernán Miranda Casanova (Quillota, 22 de diciembre de 1941-Santiago, 21 de diciembre de 2024) fue un poeta chileno de la llamada «generación literaria de 1960».

## Primeros años de vida
Fue el menor de los tres hijos del matrimonio de Manuel Miranda y Berta Casanova. Su familia decidió dejar Santiago tras una condena de dos años que su padre tuvo que cumplir por herir gravemente a un policía en una pelea dentro de un cabaré, evento en el que resultó lesionado y con una bala incrustada de por vida en el esternón.
En su ciudad natal vivieron cerca de la línea del tren, siendo ese un factor determinante en su infancia. De esta etapa de su vida declaró tener muchos recuerdos los que en palabras del poeta, «lamentablemente, en su mayoría están relacionados con la muerte, y en primer lugar con suicidios. La vía férrea era al parecer muy tentadora para los que querían abandonar el mundo de los vivos por propia iniciativa». Sin lugar a dudas, la que más lo marcó fue la de una mujer suicida que le impresionó tanto que dio origen a uno de sus poemas más conocidos, titulado «Doralisa se lanzó bajo el tren de las 14». 
Por efecto de la dura vida que llevaban, la familia regresó a Santiago en 1948, «con el fin de obtener atención psiquiátrica para Manuel en la antigua Casa de Orates de la capital» puesto que «los golpes que había recibido y una adicción al alcohol» habían influido en su estado síquico.
Realizó sus estudios básicos en la Escuela Número 61, «que se ubicaba a poca distancia del Cementerio General, la Morgue, hospitales y la 'casa de los locos'». Posteriormente, continuó sus estudios en diversos colegios de Santiago, según los traslados y mudanzas de la familia de un sector a otro.

### Juventud y formación del poeta
Su creación poética comenzó en su época adolescente en la que influyeron ciertos profesores-escritores, como Jorge Soza Egaña quien fue su maestro cuando tenía 11 años, además del ecuatoriano Rafael Coronel. Otra coincidencia que contribuyó a su desarrollo artístico fue tener como vecino en la calle Santa Corina de La Cisterna a Rafael Hurtado, poeta, librero e integrante de la bohemia intelectual de los años 30, quien lo orientó y le facilitó la lectura de poetas de distintas culturas y generaciones. 
Fue durante esos años cuando sin querer entró a los funerales de Gabriela Mistral y presenció el masivo homenaje y adiós que el país le brindó al cuerpo de la poeta, hecho que lo conmovió e incentivó sus ganas de dedicar su vida a la escritura.
Miranda pasó "fugazmente por la carrera de Derecho en la Universidad de Chile, antes de ingresar a estudiar Pedagogía en Castellano en el Instituto Pedagógico, donde conoce y se relaciona con muchos de los que luego serían personajes y figuras del mundo cultural, entre ellos a Nicanor Parra con quien mantuvo una amistad de varios años. Finalmente, vuelve a la Universidad de Chile donde se titula de periodista, profesión que luego ejerció hasta el final de su vida laboral activa. En sintonía con su lado artístico, allí obtuvo el primer lugar en un concurso de poesía realizado por la Fech.  
Fue en 1963 cuando hizo su primera publicación titulada "Cuba sí. Poetas chilenos cantan a la Revolución Cubana", y siete años después en 1970 su primer poemario, "Arte de vaticinar" en el que aparece "A nadie daré una droga mortal" poema que ese año fue leído por un joven Raul Zurita, quien tiempo después escribió "en lo que entendemos por poesía chilena, únicamente Neruda y Parra, entre tantos adictos a la poetería de la muerte, han alcanzado el hondor, la tumefacción, la gravedad, de estos derechos de Hernán Miranda". Los poemas contenidos en ese libro fueron premiados en cuatro certámenes, con jurados que integraron, entre otros, Pablo Neruda, Nicanor Parra, Juvencio Valle y Jorge Teillier.  
A partir de entonces se convirtió en un escritor prolífico, autor de una decena de poemarios e integrante de unas treinta muestras colectivas publicadas en Chile, Latinoamérica y Europa. Uno de ellos fue el libro "La Moneda y otros poemas" publicado el año 1976, el que tuvo una difusión internacional en países como México, España, Italia y Rusia, siendo reconocido con el Premio Casa de Las Américas.  
Sobre su faceta de periodística, una de las anécdotas de esos tiempos fue la entrevista que le hizo a Violeta Parra, a quien fue a visitar en una sala común del Hospital San Juan de Dios. La cantautora que en ese entonces no contaba con la misma popularidad y reconocimiento de hoy, se mostró tan agradecida con él que tomó su guitarra y le cantó una canción que fue aplaudida por las demás mujeres que estaban internada en la misma sala.

### Autoexilio
Miranda trabajó en la Oficina de Informaciones de la Presidencia de la República en el Palacio de La Moneda entre 1970 y 1973; "colaboró anónima y activamente en la denuncia de los crímenes de la dictadura. Además trabajó en la Radio de la Universidad Técnica del Estado y en la Agencia Tass de Argentina donde fue encargado de informar sobre la situación chilena. 
Después del golpe militar del 11 de septiembre de 1973, Miranda tomó la decisión de autoexiliarse en Argentina. Una vez llegado al país trasandino trabajó como comentarista de libros en el diario La Opinión de Buenos Aires, y como redactor de la revista "La Actualidad en el Arte", editada también en la capital argentina. 
A su llegada fue acogido en la casa de Elisa Aisemberg donde conoce a su hija Marta Lapides con quien comienza una relación y luego de un año deciden casarse. Uno de los momentos más complejos que viven como pareja fue la muerte de su hija Paula a solo días de su nacimiento. La buena noticia llegó meses después en 1976 cuando de un segundo embarazo nace Paloma, su única hija y con quien actualmente vive su vejez en su casa de la comuna de La Florida en Santiago de Chile. A partir de este episodio es que llega la inspiración para escribir "Este segundo hijo tuyo esposa mía" del libro "Arte de vaticinar".
Iniciada la dictadura de Jorge Rafael Videla migran a Panamá donde permanecen casi tres años con el objetivo de buscar mejores oportunidades de vida. Finalmente, vuelven a Argentina donde deciden separarse. El poeta continúa buscando maneras de subsistir un par de años más para finalmente tomar la decisión de regresar a Chile. 

## Regreso a Chile como poeta-periodista

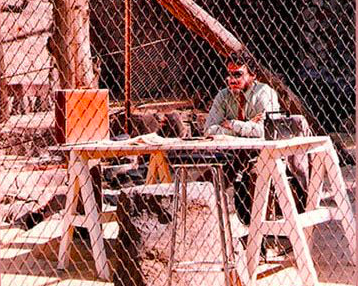
Hernán Miranda en su encierro en el zoológico del Parque Metropolitano de Santiago el año 1984.

En 1981 llega a Santiago donde se reencuentra con José Ángel Cuevas, poeta contemporáneo de su generación con quien forma un grupo literario underground. 
En mayo de 1984, en plena dictadura de Augusto Pinochet, protagonizó una de las acciones de arte de protesta más sonadas en Chile: "se recluyó en el Parque Metropolitano vestido de oficinista, junto a un escritorio y una máquina de escribir, mientras Nicanor Parra 'sapeaba' por si venía Carabineros. El poeta, que eligió una de las primeras jaulas del zoológico, recordaría más tarde: "Me encerraron a las ocho de la mañana y el público llegó a las ocho y media. Entonces fui vestido como oficinista, tenía un escritorio y una máquina de escribir y el letrero decía: Hombre. Nombre científico: Homo sapiens. Hábitat: En todo el mundo."
En el mismo lugar Enrique Lihn vociferaba: 'El hombre es el único animal que usa lentes oscuros'. Con este último mantuvo una amistad de varios años. Tuvo oportunidad de acompañarlo en varias ocasiones de arte como "El entierro de Tarpán" o una parodia de un acto político en el Paseo Ahumada de Santiago, que terminó con la detención momentánea de Lihn. Un dato curioso fue que la entrevista que Miranda le realizó fue la única que se difundió en un medio masivo nacional, ya que todas las anteriores habían sido difundidas en ambientes académicos o publicaciones restringidas.
En 1981 fue redactor en el suplemento dominical de La Tercera, medio en el que trabajó por una década y donde también escribió sobre temas culturales: serie sobre la vida y obra de Neruda y entrevistas a distintas personalidades como Nicanor Parra, Enrique Lihn, Nemesio Antúnez, Ariel Dorfman, José Balmes, José Donoso, entre otros. A fines de los 80, fue comentarista de libros en el diario La Época de Santiago. Además colaboró en distintas publicaciones: Rocinante, Rayentrú, Carajo y la revista "Ñ" del diario El Clarín. A la vez, como escritor ha sido entrevistado en la Revista de Libros de diario El Mercurio, Punto Final, La Nación, Revista Ercilla, La Segunda y otras publicaciones especializadas. 
En 1991 publica el libro "De este anodino tiempo diurno" con el que obtiene el Premio Municipal de Santiago. Sobre esta publicación, el afamado crítico Ignacio Valente señaló que el libro tenía "un sentido de composición poética que no muchos de nuestros vates poseen" y que Miranda "moviéndose en la atmósfera genérica de la antipoesía, alcanza un timbre muy propio y seguro".
En sus siguientes publicaciones se encuentra "Anna Pink y otros poemas" (2000), las antologías "Bar Abierto" (2005) y "Rumbo a Corfú" (2007). Luego en 2010 publica "Viajes Inconclusos" gracias al cual le otorgan el Premio Altazor. Finalmente, en 2017 reconocen su historia y trabajo con el Premio a la Trayectoria en el Festival de Poesía La Chascona. 
Desde 2006 hasta 2008 fue director de la Sociedad de Escritores de Chile (SECH), en 2006 y 2007 fue consejero del Consejo Nacional del Libro y la Lectura, además de ser un miembro activo del Círculo de Periodistas de Santiago. 

## Últimos años de vida
Fue postulado al Premio Nacional de Literatura de Chile 2008 y 2016. Reconocido por su timidez, distintos escritores le han dedicado distintas palabras a su personalidad. Juan Cameron señaló: "Hernán Miranda, grande y silencioso poeta chileno. Como los mayores, se reconoce por el valor de sus textos, más allá de todo académico prospecto o teoría". Una de las anécdotas cuenta que el mismo Nicanor Parra en una ocasión mandó el siguiente recado: "díganle a Hernán que se promocione más". 
En el ámbito de la gestión cultural, contribuyó siendo jurado en certámenes tan diversos como: Concurso Nacional de Poesía Pablo y Gabriela del diario La Tercera, en todos los concursos literarios convocados en los 80 por Radio Umbral, en los concursos de la Municipalidad de Santiago, el Concurso Nacional de Ensayo Cien años de Prensa en Chile del Círculo de Periodistas de Santiago en conjunto con la Universidad Diego Portales y la Municipalidad de Santiago. En 2008 le correspondió ser evaluador de fondos del Consejo Nacional de la Cultura y las Artes. 
Por último, ejerció como profesor universitario en diversas casas de estudio siendo la más importante en su carrera como docente la Escuela de Periodismo de la Universidad de Santiago de Chile, donde trabajó durante 15 años hasta 2009. Con esta casa de estudios forjó fuertes lazos considerando sus años de juventud en los que fue periodista de su radio y también su periodo de adultez en el que a los 59 años la escogió para matricularse y obtener el grado de magíster en Filosofía Política.  

## Premios y distinciones
- Primer Premio de Poesía en el Concurso de la Federación de Estudiantes de la Universidad de Chile
- Mención Honrosa en los Juegos Literarios Gabriela Mistral 1969, de la Municipalidad de Santiago
- Beca en el Taller de Escritores de la Universidad Católica, 1971
- Premio Casa de las Américas 1976 por La Moneda y otros poemas
- Segundo Premio en el Concurso de El Mercurio 1988
- Premio Municipal de Literatura de Santiago 1991 por De este anodino tiempo diurno
- Beca del Fondo del Libro y la Lectura (1998, 2003 y 2009)
- Premio Altazor 2011 por Viajes inconclusos
- Premio a la trayectoria en el Festival de Poesía La Chascona 2017[10]

## Obras
- Arte de vaticinar (Ediciones Clavileño, 1970)
- La Moneda y otros poemas (La Habana, Casa de las Américas, 1976)
- Versos para quien conmigo va (1986)
- Trabajos en la vía (1987)
- De este anodino tiempo diurno (1990)
- Sonetos (1992)
- Décimas de nuestra tierra (1993)
- Anna Pink y otros poemas (2000)
- Bar abierto (antología, selección y prólogo de Adán Méndez. Ediciones Tácitas, 2005)
- Rumbo a Corfú (MAGO Editores/Carajo, 2007)
- La Moneda, edición conmemorativa (MAGO Editores, 2008)
- 40-69 (plaquette conmemorativa. Editorial Ventana abierta, 2010)
- Viajes inconclusos (Ediciones Tácitas, 2010)
- Morado (Editorial Ventana abierta, 2011)
- Bar abierto (Ediciones UDP, 2014)
- Poesía Reunida (Ediciones Tácitas, 2018)
- Memento mori (MAGO Editores, 2023)